# 圣保罗-勒热讷
圣保罗-勒热讷（法語：Saint-Paul-le-Jeune）是法国阿尔代什省的一个市镇，属于拉让蒂耶尔区（Largentière）和莱旺县（Les Vans）。该市镇2009年时的人口为970人。

## 人口
圣保罗-勒热讷人口变化图示
| 数据来源：INSEE |